# Daniel Europæus

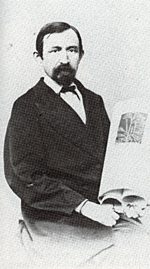
Daniel Europæus.

David Emanuel Daniel Europæus, född 1 december 1820 i Savitaipale, död 15 oktober 1884 i Sankt Petersburg, var en finländsk språkforskare. Han var son till prästen Pietari Aadolf Europaeus och Sofia Peijo.
Europæus, som var prästson, avlade studentexamen 1844 och var från 1845 till 1854 med stipendium av Finska litteratursällskapet sysselsatt med insamling av runor i Karelen, Ingermanland och det inre av Ryssland. Han lämnade betydande bidrag till den 1849 utgivna versionen av Kalevala, där bland annat Kullervoepisoden till största delen härrör från honom.
Han ägnade sig sedan främst åt forskning i de finsk-ugriska språken och folkens forntid, men blev, på grund av en del vågade slutledningar och ett bohemiskt levnadssätt, inte tagen på allvar i vetenskapliga kretsar. År 1854 skrev Pál Hunfalvy i ett brev till Europæus i Helsingfors: "Vi står ensamma i det stora och rika Europa, som fattiga, på sin höjd intressanta folk: låt oss ömsesidigt understödja varandra, så att vi inte förefaller ensamma, även om vi också måste förbli ensamma". År 1869 besökte Hunfalvy Finland.
Europæus omfattade nykterhets- och fredsidéerna och företog från 1854 till 1855 en resa till Skandinavien och Tyskland för att propagera för fredstanken. Han var även en av grundarna av tidningen Suometar.
Europæus är begravd på Sandudds begravningsplats i Helsingfors.